# Maiduguri
Maiduguri város Nigéria északkeleti részén, Borno szövetségi állam fővárosa, a Maiduguri egyházmegye püspöki székvárosa. Lakossága 1,2 millió fő volt 2007-ben.
Amióta a vasút 1967-ben elérte, gyors fejlődésnek indult. Az ország északkeleti részének fő kereskedelmi központjává és egyben legnagyobb városává vált. Ipari központ; cipőt, gyapottermékeket, pálmaolajat gyárt. A környező mezőgazdasági vidék központja, ahol elsősorban cirokot, kölest, földimogyorót, zöldségféléket termesztenek.
A muzulmán és keresztény lakosok között a közelmúltban többször is erőszakos összetűzések törtek ki. A várost egyúttal a Boko Haram iszlamista mozgalom szülővárosaként tartják számon.

## Fordítás
- Ez a szócikk részben vagy egészben  a   Maiduguri című német Wikipédia-szócikk fordításán alapul.  Az eredeti cikk szerkesztőit annak laptörténete sorolja fel. Ez a jelzés csupán a megfogalmazás eredetét és a szerzői jogokat jelzi, nem szolgál a cikkben szereplő információk forrásmegjelöléseként.
- Ez a szócikk részben vagy egészben  a   Maiduguri című angol Wikipédia-szócikk fordításán alapul.  Az eredeti cikk szerkesztőit annak laptörténete sorolja fel. Ez a jelzés csupán a megfogalmazás eredetét és a szerzői jogokat jelzi, nem szolgál a cikkben szereplő információk forrásmegjelöléseként.

## Kapcsolódó linkek
- János Besenyő, Ph.D. & Ádám Mayer - Boko Haram in Context: The Terrorist Organizations's Roots in Nigeria's Social Histor y